# Lowndes megye (Alabama)
Lowndes megye az Amerikai Egyesült Államokban, azon belül Alabama államban található. Az állam déli-középső részén, Alabama Fekete Övében fekszik. A megye ad otthont a Selmától a Montgomery Marchig tartó ösvény egyik helyszínének, és ad otthont az állam legrégebbi művészeti és kézműves vásárának, a Calico Fort művészeti és kézműves fesztiválnak. Lowndes megyét egy választott, öttagú bizottság irányítja, és hat bejegyzett közösséget foglal magába. Megyeszékhelye Hayneville, legnagyobb városa Fort Deposit. Lakosainak száma 10 311 fő (2020. április 1.). Lowndes megye Autauga, Butler, Montgomery, Crenshaw, Dallas és Wilcox megyékkel határos.

## Történet
Lowndes megyét Alabama Közgyűlése 1830. január 20-án hozta létre. A megyét Montgomery , Dallas és Butler megye egyes részeiből hozták létre. A Butler megyéből vett szakaszt később hozzáadták Crenshaw megyéhez, megadva Lowndes megyének végső méreteit. Lowndes megyét William Lowndes, egy dél-karolinai amerikai kongresszusi képviselő tiszteletére nevezték el. A legkorábbi telepesek Georgiából és Tennessee-ből érkeztek a megyébe, és az első települések és városok közé tartozott Fort Deposit, Hayneville, Lowndesboro és White Hall.
Lowndes megye első és egyetlen megyeszékhelyét Hayneville-ben hozták létre 1830-ban. Az eredeti téglából épült bíróság 1832-ben épült. 1856-ban a megyei bizottság nem biztonságosnak ítélte a bíróság épületét, és felépült a második görög újjászületési stílusú törvényszéke. A ma is használatban lévő bíróság épületét 1905-ben kétszintes szárnyakkal bővítették, hogy több irodaterületet alakítsanak ki. 1981-ben egy melléképületet építettek az épület hátsó részébe. A bíróság épülete is átesett némi felújításon.
Az 1960-as évek polgárjogi korszakában Lowndes megye élen járt a szavazati jogok és a faji igazságtalanság megreformálására irányuló erőfeszítésekben Délen. A Lowndes Megyei Szabadságszervezet, amelyet helyi aktivisták és a Diákok Erőszakmentes Koordinációs Bizottságának korábbi tagjai alapítottak, a Fekete Párduc Párttá alakuló szervezet legkorábbi megtestesülése volt. Jonathan Myrick Daniels polgárjogi aktivistát és szeminaristát egy fehér bolttulajdonos gyilkolta meg Hayneville-ben 1965. augusztus 20-án, miután kiengedték a börtönből. Daniels egy 30 fős csoport közé tartozott, akiket letartóztattak, mert részt vettek Fort Deposit polgárjogi demonstrációin.

## Népesség
A 2020-as népszámlálási becslések szerint Lowndes megye lakossága 10 311 volt. A válaszadók 72,5 százaléka afroamerikainak, 25,9 százaléka fehérnek, 1,9 százaléka spanyol ajkúnak, 0,8 százaléka két vagy több rasszúnak, 0,5 százaléka ázsiainak és 0,4 százaléka indiánnak vallotta magát. Lowndes megye legnagyobb városa Fort Deposit, amelynek becsült lakossága 1225. A megyeszékhely Hayneville becsült lakossága 830. További jelentős lakossági központok közé tartozik Gordonville , Benton és Mosses. A háztartások medián jövedelme 33 634 dollár volt, szemben az állam többi részének 52 035 dollárjával, az egy főre jutó jövedelem pedig 21 298 dollár volt, szemben az állam többi részének 28 934 dollárjával.
A megye népességének változása:
| Lakosok száma | 11 278 | 11 116 | 10 846 | 10 703 | 10 458 | 10 311 |
|               | 2010   | 2011   | 2012   | 2013   | 2015   | 2020   |

## Gazdaság
Alabamához hasonlóan a mezőgazdaság volt az uralkodó foglalkozása Lowndes megyében egészen a huszadik századig. A Fekete Öv részeként a pamut Lowndes megye fő mezőgazdasági terméke volt a XIX. A huszadik század elejére és közepére a gazdálkodók a kukorica, a burgonya és az állattenyésztés területén diverzifikáltak. Noha Lowndes megye megpróbált egy iparosodottabb gazdaság felé mozdulni, ezt lassan és korlátozott sikerrel tette. A megye továbbra is nagyrészt vidéki és mezőgazdasági jellegű.

## Foglalkoztatás
A 2020-as népszámlálási becslések szerint Lowndes megyében a munkaerő a következő ipari kategóriák között oszlik meg:
- Feldolgozóipar (22,8 százalék)
- Oktatási szolgáltatások, valamint egészségügyi és szociális segélyek (16,7 százalék)
- Kiskereskedelem (10,9 százalék)
- Szakmai, tudományos, gazdálkodási, valamint adminisztratív és hulladékgazdálkodási szolgáltatások (9,1 százalék)
- Szállítás és raktározás, valamint közművek (6,8 százalék)
- Építőipar (6,7 százalék)
- Mezőgazdaság, erdőgazdálkodás , halászat és vadászat , valamint kitermelő (6,6 százalék)
- Művészetek, szórakoztatás, rekreáció, valamint szállás- és étkezési szolgáltatások (6,0 százalék)
- Közigazgatás (5,2 százalék)
- Nagykereskedelem (4,1 százalék)
- Egyéb szolgáltatások, kivéve a közigazgatást (3,1 százalék)
- Pénzügy és biztosítás, valamint ingatlan, bérbeadás és lízing (2,0 százalék)

## Oktatás
A Lowndes megyei iskolarendszer kilenc általános és középiskolát felügyel. A Trenholm State Community College kampuszt tart fenn Hayneville-ben.

## Földrajz
A több mint 700 négyzetmérföldes Lowndes megye az állam dél-középső részén, Alabama Fekete Övében található, teljes egészében a Coastal Plain fiziográfiai szakaszán belül . A megyét hullámzó prérik, fenyvesekkel és tölgyesekkel tarkított lapos síkságok jellemzik. Lowndes megyét északon Autauga megye, keleten Montgomery megye, délkeleten Crenshaw megye, délen Butler megye, nyugaton Wilcox és Dallas megye határolja. Az Alabama folyó és középső mellékfolyói Lowndes megyében folynak. Az Alabama folyó egyesíti Alabama keleti és nyugati folyóit , és gazdasági és rekreációs lehetőségeket is kínál Lowndes megye számára. Az Alabama folyóban több mint 144 halfajt azonosítottak.
Az Interstate 65 Lowndes megye egyik fő közlekedési útvonala, és a keleti határ közelében fut észak-déli irányban. Az US Highway 80 kelet-nyugati irányban halad át Lowndes megye északi részén, míg a US 31-es autópálya észak-déli irányú a keleti határ mentén. A Fort Deposit-Lowndes County repülőtér általános repülést szolgál ki.

## Események és látnivalók
A National Park Service által működtetett Lowndes Interpretative Center hivatalosan 2006-ban nyitotta meg kapuit a nagyközönség előtt. Az oldal a Selma to Montgomery March embereit és eseményeit ünnepli és értelmezi a szavazati jogokért, és egyike annak a számos helyszínnek az 54 mérföld Selmától a Montgomery March nemzeti történelmi ösvényig. A kiállítások között szerepel a "Sátorváros" újjáépítése, az ideiglenes falu, amelyben a fehér földbirtokosok által kitelepített családok laktak Lowndes megyében.
Körülbelül két mérföldre északra White Hall városától az 1813. decemberi szentföldi csata helyszíne Creekek és az amerikaiak  között , William Weatherford a creekeket vezette és Ferdinand Claiborne tábornok és Choctaw szövetségeseik Pushmataha vezetésével.
A Prattville- től délre fekvő Lowndesboro kisvárost ültetvényesek alapították az 1830-as években, és körülbelül 30 túlélő antebellum építményt tartalmaz. A Marengo, egy 1835-ös ültetvényes otthon , a Lowndesboro Landmarks Foundation tulajdonában van, és jelenleg étteremként működik.
Minden áprilisban Fort Deposit városa ad otthont az éves Calico Fort művészeti és kézműves vásárnak, amely 1972-ben kezdődött, és az egyik legrégebbi és legnagyobb vásár Délen. A szabadtéri fesztiválon különböző művészek és hozzávetőleg 200 kiállító ékszereket, bútorokat, népművészetet, babákat, ruhákat, puha szobrokat, játékokat, bábokat, paplanokat, madárházakat és etetőket, szőnyegeket, párnákat és ólomüvegeket foglal magába.